# Wiggle (canção)
"Wiggle" foi lançada como sexto single do terceiro álbum de estúdio Tattoos e também como quarto single do quarto álbum de estúdio Talk Dirty, do cantor estadunidense Jason Derulo.
O single que se tornou um sucesso mundial conta com a participação do rapper Snoop Dogg.

## Vídeo da música
O videoclipe da música foi lançado no dia 21 de maio de 2014 no canal do artista no YouTube, o vídeo muito animado e cheio de dança conta com a participação do cantor de rap estadunidense Snoop Dogg.

## Desempenho comercial

### Tabelas
| Paradas (2014)                                 | Melhor posição |
| ---------------------------------------------- | -------------- |
| Austrália (ARIA)                               | 3              |
| Áustria (Ö3 Austria Top 75)                    | 10             |
| Bélgica (Ultratop 50 de Flandres)              | 15             |
| Bélgica (Ultratop 50 da Valônia)               | 38             |
| Brasil (Billboard Brasil Hot 100)              | 58             |
| Canadá (Canadian Hot 100)                      | 23             |
| Dinamarca (Hitlisten)                          | 7              |
| França (SNEP)                                  | 10             |
| O campo songid é OBRIGATÓRIO PARA PARADA ALEMÃ | 11             |
| Irlanda (IRMA)                                 | 10             |
| Países Baixos (Single Top 100)                 | 31             |
| Mundo (Billboard YouTube)                      | 2              |
| Nova Zelândia (Recorded Music NZ)              | 13             |
| Noruega (VG-lista)                             | 5              |
| Escócia (Scottish Singles Chart)               | 13             |
| Suécia (Sverigetopplistan)                     | 5              |
| Suíça (Schweizer Hitparade)                    | 10             |
| Reino Unido (UK Singles Chart)                 | 8              |
| Reino Unido (OCC UK R&B)                       | 1              |
| Estados Unidos (Billboard Hot 100)             | 5              |
| Estados Unidos (Billboard R&B/Hip-Hop Songs)   | 3              |
| Estados Unidos (Billboard Mainstream Top 40)   | 10             |
| Estados Unidos (Billboard Rhythmic)            | 3              |